# Lékopis
Lékopis či farmakopea (z řeckého φαρμακοποιεια přes latinské pharmacopœia) je spis, který na celospolečenské úrovni doporučuje nebo stanovuje seznamy léčiv a požadavky na jakost, postup při přípravě, zkoušení, uchovávání a dávkování léčiv.
Český lékopis je základní farmaceutické dílo normativního charakteru s celostátní závazností podle zákona č. 378/2007 Sb. (zákona o léčivech).